# Sorel-en-Vimeu
Sorel-en-Vimeu és un municipi francès situat al departament del Somme i a la regió dels Alts de França. L'any 2007 tenia 202 habitants.

## Demografia

### Població
El 2007 la població de fet de Sorel-en-Vimeu era de 202 persones. Hi havia 72 famílies de les quals 12 eren unipersonals (8 homes vivint sols i 4 dones vivint soles), 16 parelles sense fills, 40 parelles amb fills i 4 famílies monoparentals amb fills.
La població ha evolucionat segons el següent gràfic:
Habitants censats

### Habitatges

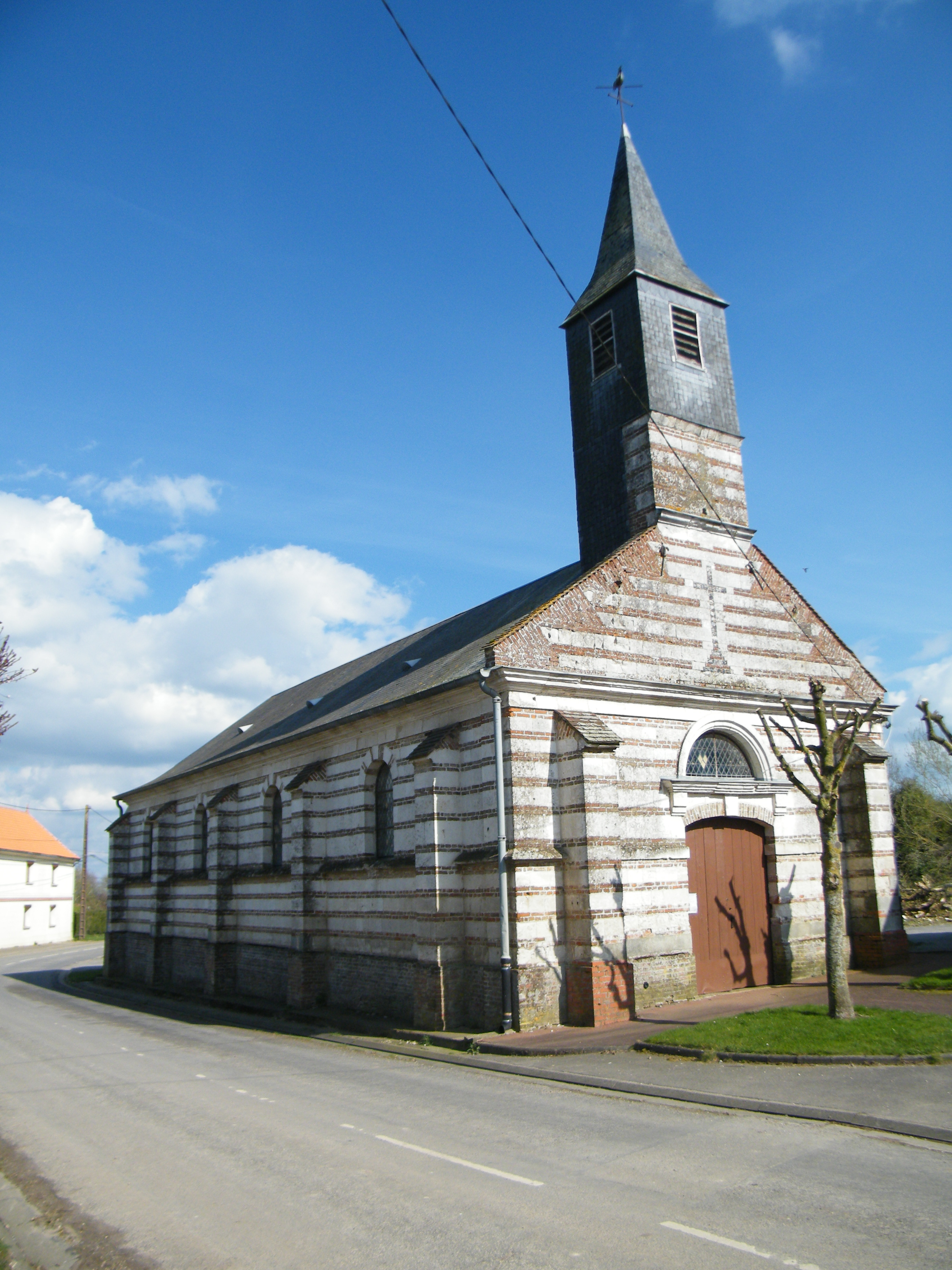
església

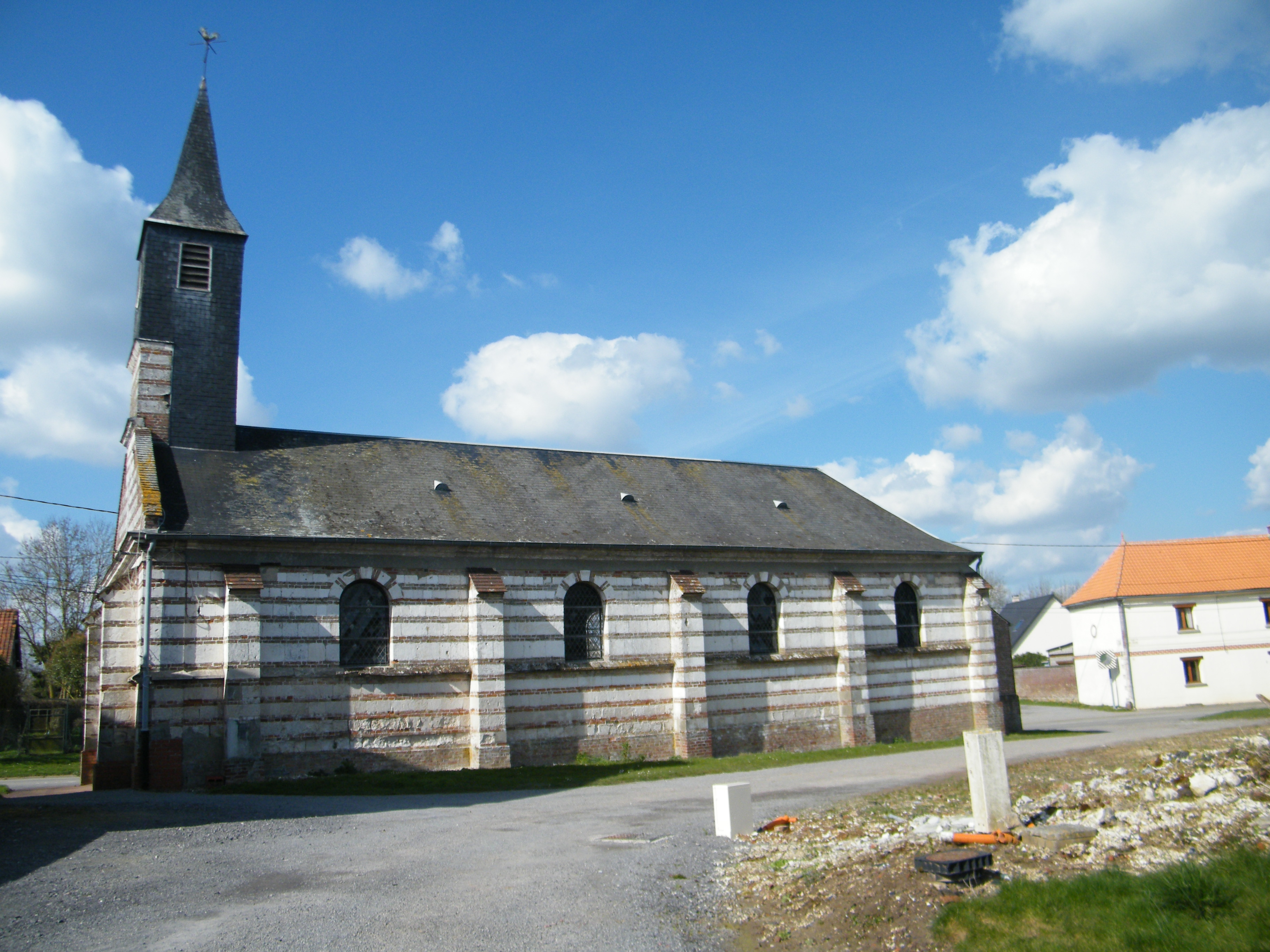

El 2007 hi havia 82 habitatges, 70 eren l'habitatge principal de la família, 5 eren segones residències i 7 estaven desocupats. Tots els 82 habitatges eren cases. Dels 70 habitatges principals, 62 estaven ocupats pels seus propietaris, 6 estaven llogats i ocupats pels llogaters i 2 estaven cedits a títol gratuït; 3 tenien dues cambres, 10 en tenien tres, 15 en tenien quatre i 42 en tenien cinc o més. 50 habitatges disposaven pel capbaix d'una plaça de pàrquing. A 22 habitatges hi havia un automòbil i a 40 n'hi havia dos o més.

### Piràmide de població
La piràmide de població per edats i sexe el 2009 era:
| Homes | Edats   | Dones |
| ----- | ------- | ----- |
| 0     | 95 o +  | 0     |
| 0     | 90 a 94 | 0     |
| 0     | 85 a 89 | 0     |
| 4     | 80 a 84 | 0     |
| 0     | 75 a 79 | 8     |
| 0     | 70 a 74 | 4     |
| 0     | 65 a 69 | 0     |
| 4     | 60 a 64 | 0     |
| 12    | 55 a 59 | 4     |
| 4     | 50 a 54 | 8     |
| 8     | 45 a 49 | 12    |
| 4     | 40 a 44 | 8     |
| 4     | 35 a 39 | 0     |
| 8     | 30 a 34 | 12    |
| 4     | 25 a 29 | 0     |
| 16    | 20 a 24 | 8     |
| 24    | 15 a 19 | 4     |
| 12    | 10 a 14 | 4     |
| 8     | 5 a 9   | 12    |
| 4     | 0 a 4   | 0     |

## Economia

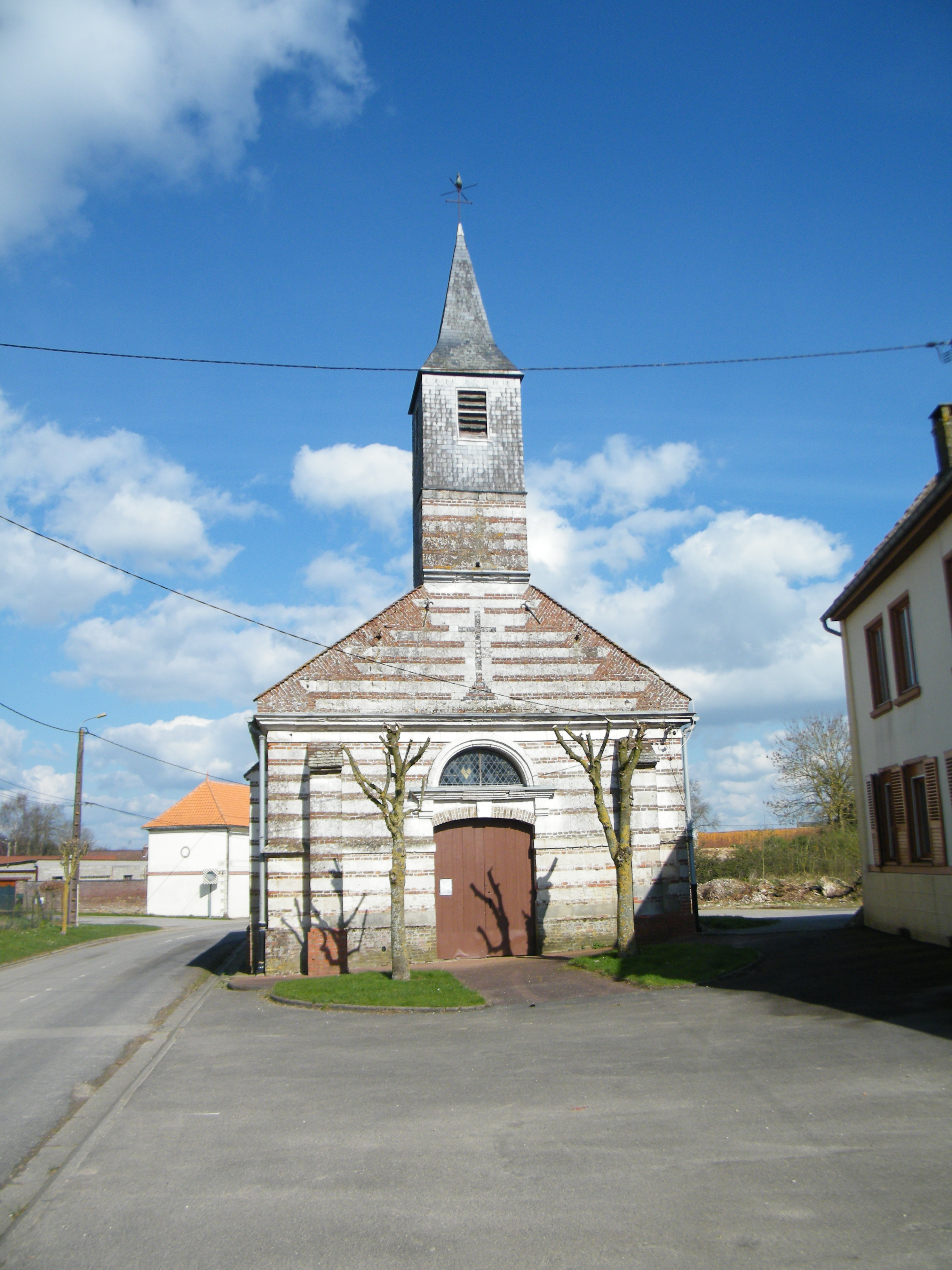

El 2007 la població en edat de treballar era de 135 persones, 99 eren actives i 36 eren inactives. De les 99 persones actives 93 estaven ocupades (53 homes i 40 dones) i 6 estaven aturades (6 dones i 6 dones). De les 36 persones inactives 14 estaven jubilades, 13 estaven estudiant i 9 estaven classificades com a «altres inactius».

### Ingressos
El 2009 a Sorel-en-Vimeu hi havia 84 unitats fiscals que integraven 226 persones, la mediana anual d'ingressos fiscals per persona era de 18.810 €.

### Activitats econòmiques

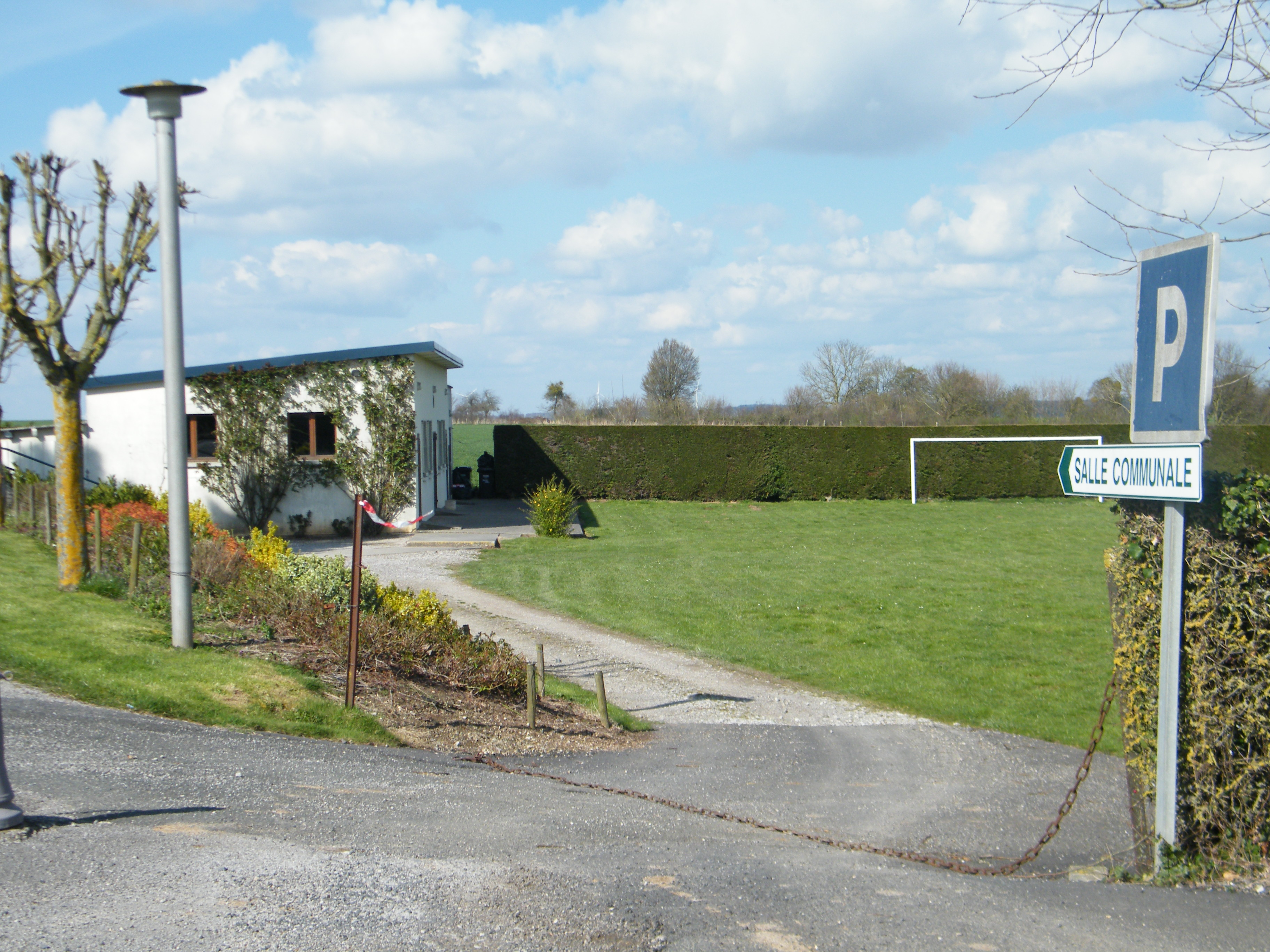

Dels 3 establiments que hi havia el 2007, 1 era d'una empresa de construcció i 2 d'empreses de comerç i reparació d'automòbils.
Dels 2 establiments de servei als particulars que hi havia el 2009, 1 era un taller de reparació d'automòbils i de material agrícola i 1 fusteria.
L'únic establiment comercial que hi havia el 2009 era una botiga de mobles.
L'any 2000 a Sorel-en-Vimeu hi havia 8 explotacions agrícoles que ocupaven un total de 171 hectàrees.

## Poblacions més properes

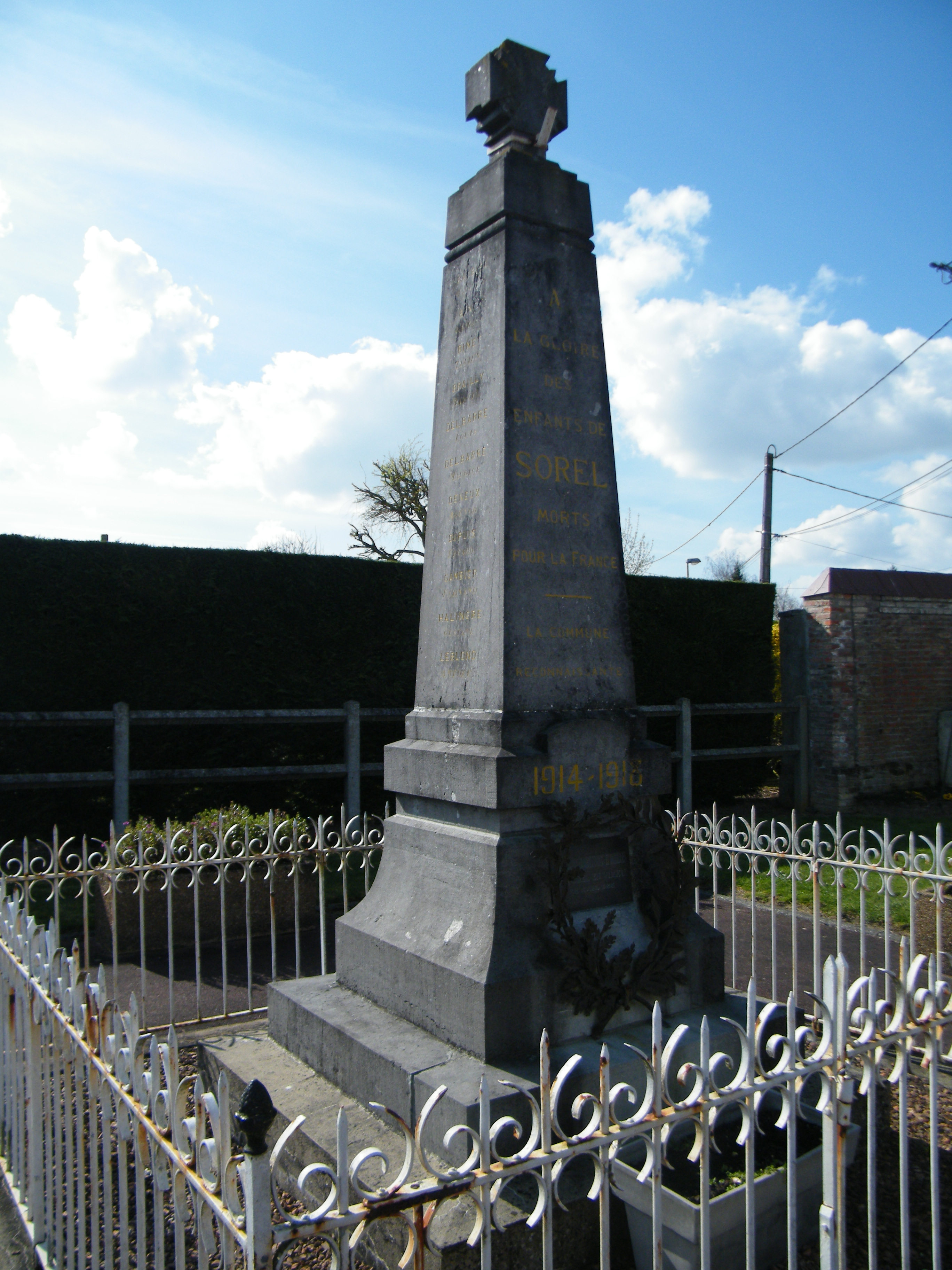

El següent diagrama mostra les poblacions més properes.